# バードマニア
『バードマニア』（Byrdmaniax）は、アメリカのロックバンド、バーズによる10枚目のスタジオ・アルバム。

## 概要
1971年6月にコロムビア・レコードからリリースされたのは、以前の2枚のアルバム、『イージー・ライダー』と『（タイトルのないアルバム）』が好評を博したため、バンドにとって新たな商業的かつ重要な成功を収めた時期であった為である。本作は、バーズがロジャー・マッギン、クラレンス・ホワイト、ジーン・パーソンズ、スキップ・バッティンのラインナップをフィーチャーした2作目のアルバムであり、バンドが疲れ果てたツアー・スケジュールの真っ只中にあった1971年初頭に大部分が録音された。その結果、バンドはレコーディングが始まる前に新しい曲を書く時間がほとんどなかったため、アルバムの素材の多くは十分な練り込みが不足していた。本作は、特に米国でリリース時にあまり受け入れられず、バーズの新たな人気を損なう大きな要因となった。
アルバムはビルボード・トップLPチャートで46位に達したが、UKアルバム・チャートには到達しなかった。「I Trust (Everything Is Gonna Work Out Alright)」は1971年5月7日に英国で先行シングルとしてリリースされたが、チャートには入らなかった。1971年8月20日にアルバムからの2番目のシングル「Glory, Glory」がリリースされ、ビルボードチャートで110位になったが、このシングルもUKチャートには入らなかった。　本作は、プロデューサーのテリー・メルチャーと編曲家のポール・ポレーナがバンドの同意なしにオーバー・ダビングしたストリングス、ホーン、ゴスペル合唱団が不調和に追加されたためであり、バーズで最も評判の悪いアルバムリリースの1つであり続けている。

## 収録曲

### Side 1
1. Glory, Glory (アーサー・レイノルズ) – 4:03
2. Pale Blue (ロジャー・マッギン、ジーン・パーソンズ) – 2:22
3. I Trust (ロジャー・マッギン) – 3:19
4. Tunnel of Love (スキップ・バッティン、キム・フォーリー) – 4:59
5. Citizen Kane (スキップ・バッティン、キム・フォーリー) – 2:36

### Side 2
1. I Wanna Grow Up to Be a Politician (ロジャー・マッギン、ジャック・レヴィ) – 2:03
2. Absolute Happiness (スキップ・バッティン、キム・フォーリー) – 2:38
3. Green Apple Quick Step (ジーン・パーソンズ、クラレンス・ホワイト) – 1:49
4. My Destiny (ヘレン・カーター) – 3:38
5. キャスリーンの歌 (ロジャー・マッギン、ジャック・レヴィ) – 2:40
6. ジャマイカ・セイ・ユー・ウィル（ジャクソン・ブラウン） - 3:27

### 2000年再発ボーナス・トラック
1. Just Like a Woman (Bob Dylan) - 3:56
2. Pale Blue [Alternate Version] (Roger McGuinn, Gene Parsons) - 2:33
3. Think I'm Gonna Feel Better (Gene Clark) - 6:04
  - NOTE: this song ends at 2:33; at 2:45 begins "Green Apple Quick Step" [Alternate Version] (Gene Parsons, Clarence White)

## シングル
1. "I Trust (Everything Is Gonna Work Out Alright)" b/w "(Is This) My Destiny" (CBS 7253) 1971 年 5 月 7 日
2. "Glory, Glory" b/w "Citizen Kane" (Columbia 45440) 1971 年 8 月 20 日 (US #110)

## 参加ミュージシャン
- このセクションのソースは次のとおりです: [9] [10] [11] [12] [13]
- トラック番号は、アルバムのCDおよびデジタル・リリースを示します。
- ボーナス・トラック12 では、ラリー・ネクテルがオルガンを弾き、ジャクソン・ブラウンがピアノを演奏。ボーナス・トラック14 では、ジミー・サイターがタンバリンを演奏。

| ザ・バーズ - Roger McGuinn - guitar, vocals - Clarence White - guitar, mandolin, vocals - Skip Battin - electric bass, vocals - Gene Parsons - drums, harmonica, banjo, vocals アディショナル・パーソネル - Larry Knechtel - piano (tracks 1, 4, 5, 6, 9) and organ (tracks 4, 7) - Terry Melcher - piano (track 3), - Sneaky Pete Kleinow - pedal steel guitar (tracks 3, 9) - Byron Berline - fiddle (track 8) - Eric White, Sr. - harmonica (track 8) - Jimmi Seiter - percussion (tracks 4, 5, 7) - Merry Clayton - backing vocal as member of female choir (track 1) | 名称不明 - female choir (tracks 1, 3, 4) - strings (tracks 2, 7, 11) - horns (tracks 4, 10) - saxophone (tracks 4, 6) - trumpets (muted), woodwinds (track 5) - marching band (track 6) - harp (track 7) - orchestra (track 10) 制作 - Terry Melcher, Chris Hinshaw - producers - Eric Prestidge, Glen Kolotkin, Chris Hinshaw - engineers - Paul F. Polena - arranger (orchestra, strings, horns, woodwinds, choir; fiddle, organ, and piano overdubs) |